# Fossé (Loir-et-Cher)
Fossé ist eine französische Gemeinde im Département Loir-et-Cher in der Region Centre-Val de Loire. Die Bevölkerung beläuft sich auf 1.270 Einwohner (Stand: 1. Januar 2022). Fossé gehört zum Arrondissement Blois und zum Kanton Veuzain-sur-Loire (bis 2015: Kanton Blois-5). Die Einwohner werden Fosséens und Fosséennes genannt.

## Geographie
Fossé liegt etwa sechs Kilometer nordwestlich von Blois zwischen Orléans und Tours. Der Cisse begrenzt die Gemeinde im Norden. Umgeben wird Fossé von den Nachbargemeinden Averdon im Norden, Marolles im Nordosten, Villebarou im Osten, Saint-Sulpice-de-Pommeray im Süden und Südwesten, Saint-Lubin-en-Vergonnois im Westen und Südwesten, Saint-Bohaire im Westen und Nordwesten sowie La Chapelle-Vendômoise im Nordwesten.
Durch den Süden der Gemeinde führt die Autoroute A10.

## Bevölkerungsentwicklung
| 1962                       | 1968 | 1975 | 1982 | 1990 | 1999 | 2006 | 2017 |
| -------------------------- | ---- | ---- | ---- | ---- | ---- | ---- | ---- |
| 286                        | 329  | 580  | 781  | 862  | 849  | 969  | 1308 |
| Quellen: Cassini und INSEE |      |      |      |      |      |      |      |